# فیصل سخی‌زاده
فیصل سخی‌زاده (انگلیسی: Faisal Sakhizada؛ زادهٔ ۱۵ ژوئن ۱۹۹۰) یک بازیکن فوتبال است.